# Blanche et Lucie

Blanche et Lucie est un roman de Régine Deforges publié en 1976.

## Résumé
C'étaient les 2 grand-mères de l'auteur. La 1re était une petite bourgeoise et la 2e une paysanne qui avait toujours un livre dans la poche de son tablier. Parfois, Blanche l'emmenait au bord de la Gartempe, près de Montmorillon. Lucie l'emmenait dans les champs. C'est à la ferme qu'elle découvre le sexe. Elle a surtout côtoyé ses grand-mères pendant la guerre. La bugée était la grande lessive trois ou quatre fois l'an avec toutes les femmes du hameau. La lessive étendue, elles allaient boire et manger dans les fermes. Lucie faisait sécher les peaux de lapin en les retournant  et les emplissant de paille et les vendait au ramasseur. Blanche l'appelait garçon manqué. Elle dirigeait une bande de garçons et aimait la bagarre.